# Гумено пате
Гуменото пате е гумена детска играчка с формата на пате, обикновено предназначена за игра в банята, тъй като плава във водата. Някои гумени патета са снабдени с пискун и при стискане издават характерен звук. Обикновено са жълти на цвят, но могат да се срещнат и в други цветове, в разнообразни размери и пропорции на тялото.
Не е известен произходът на гуменото пате, но историята му е неразривно свързана с появата и развитието на производството на изделия от гума в края на 19 век. Жълтото гумено пате е добило иконичен статут в американската поп-култура и често е асоциирано с бебетата, ваните и сапунените мехури.
В САЩ образът му е популяризиран през 1970-те от Джим Хенсън, в ролята на Ърни, герой от известното мъпет шоу „Улица Сезам“.
През 2001 година британският таблоид „Сън“ съобщава, че работник, който пребоядисвал банята на кралица Елизабет II, забелязал гумено пате с надуваема коронка. Новината предизвиква краткосрочен бум с 80% на продажбите на гумени патета във Великобритания.
Книгата на Гинес за 2007 година съобщава, че рекордът за най-голяма колекция от уникални гумени патета, наброяваща 2583 екземпляра, принадлежи на Шарлот Лий.
Гумените патета получават неочаквано приложение и в океанографските изследвания, след като тихоокеанска буря на 10 януари 1992 г. обръща във водата превозвани на кораб три контейнера с общо 30 000 пластмасови играчки за баня „Friendly Floatees“, произведени в китайска фабрика. Сред играчките има модели на различни животни, включително гумени патета. Две-трети от тях поемат на юг и след три месеца достигат бреговете на Индонезия, Австралия и Южна Америка. Останалите 10 000 играчки поемат на север към Аляска и подети от Северното тихоокеанско течение правят почти пълен кръг, за да достигнат близо до Япония. Част от патетата навлизат Беринговия проток между Аляска и Русия и заклещени от арктическия лед се движат със скорост около 1 миля на ден. През 2000 година са забелязани в северния Атлантически океан. Движението на играчките се проследява от американския океанограф Къртис Ебесмайер.